# Halichoeres adustus
Halichoeres adustus là một loài cá biển thuộc chi Halichoeres trong họ Cá bàng chài. Loài này được mô tả lần đầu tiên vào năm 1890.

## Từ nguyên
Tính từ định danh adustus trong tiếng Latinh có nghĩa là "bị cháy sém", hàm ý có lẽ đề cập đến các vùng màu nâu trên cơ thể của loài cá này.

## Phạm vi phân bố và môi trường sống
H. adustus được phân bố ở các hòn đảo ngoài khơi Đông Thái Bình Dương, bao gồm quần đảo Revillagigedo, đảo Cocos, quần đảo Galápagos và quần đảo Marías; những cá thể lang thang còn được ghi nhận ở ngoài khơi Cabo San Lucas (thành phố của México ở cực nam bán đảo Baja California), bán đảo Nicoya (Costa Rica), Công viên Tự nhiên Quốc gia Utría (Chocó, Colombia).
H. adustus sống trên nền đáy đá ở độ sâu đến ít nhất là 5 m.

## Bị đe dọa
Hiện tượng El Niño và dao động phương Nam ngày càng tăng ở Đông Thái Bình Dương đã dẫn đến tình trạng nước quá ấm và nghèo dinh dưỡng trong thời gian dài, ảnh hưởng đến rất nhiều loài sinh vật sống ở vùng nước nông, đặc biệt ở đảo Cocos, nơi mà El Niño được xem là mối đe dọa nghiêm trọng. Vì H. adustus được biết đến chủ yếu ở Cocos và sống ở tầng nước nông nên được xếp vào Loài sắp nguy cấp.

## Mô tả
H. adustus có chiều dài cơ thể lớn nhất được ghi nhận là 12,5 cm. Cá đực trưởng thành có màu nâu sẫm, gần như đen với dải viền màu xanh lam óng ở rìa các vây. Cá cái màu nâu xám (đầu và ngực sáng màu hơn) với các hàng chấm màu trắng xanh bao phủ khắp đầu và thân. Vây đuôi có một dải trắng dễ thấy ngay sát rìa sau. Cá con tương tự cá cái nhưng có thêm một vệt sọc trắng gần gốc vây ngực; một đốm đen lớn viền trắng ngay giữa vây lưng và lốm đốm vài vệt trắng trên thân.
Số gai ở vây lưng: 9; Số tia vây ở vây lưng: 11; Số gai ở vây hậu môn: 3; Số tia vây ở vây hậu môn: 12; Số tia vây ở vây ngực: 12; Số gai ở vây bụng: 1; Số tia vây ở vây bụng: 5; Số vảy đường bên: 27.